# James Ellroy
Lee Earle Ellroy, más conocido como James Ellroy (Los Ángeles, California, 4 de marzo de 1948), es un escritor estadounidense, autor de las novelas en las que se basan los éxitos cinematográficos L.A. Confidential y La Dalia Negra.

## Biografía
Ellroy nació en Los Ángeles (California). Su madre, Geneva Odelia, era una enfermera y su padre, Armand, era un contable y antiguo gerente de la actriz Rita Hayworth. Después del divorcio de sus padres, Ellroy se fue a vivir a El Monte (California), con su madre. Cuando Ellory tenía diez años, su madre fue violada y asesinada. Ellroy más tarde describió a su madre como de «lengua afilada [y] de mal genio», incapaz de mantener un trabajo estable, alcohólica y con tendencia a la promiscuidad. La policía nunca encontró al responsable de los hechos, y el caso quedó sin resolver. El asesinato de su madre, junto con la lectura de The Badge, de Jack Webb (un libro que incluye casos sensacionalistas de los archivos del Departamento de Policía de Los Ángeles), que le regaló su padre, fueron elementos que marcaron la juventud de Ellroy.

## Estilo y valoración
Es uno de los más famosos escritores de novela negra contemporánea, así como también un escritor de «ensayos» o artículos dedicados a analizar y desglosar crímenes reales. Se caracteriza por poseer una narrativa «telegráfica», la cual omite palabras que otros escritores considerarían necesarias o fundamentales, en otras palabras aprovecha la dureza y fuerza de la lengua inglesa para dar frases duras, cortantes y ambiguas. Decir mucho con pocas palabras como si la economía verbal fuese fundamental. Emplea mucho la llamada «aliteración», que es una figura literaria en la cual las frases riman unas con otras y son cadenciosas y repetitivamente subyugantes para el lector.
Continúa la evolución directa de la novela policial que iniciaron Dashiell Hammett y Raymond Chandler en la década de 1930, caracterizada por su dureza; es el subgénero que los norteamericanos han denominado hard boiled. 
Sus libros se caracterizan por su oscuro humor y retrato de la Norteamérica autoritaria, racista y conservadora. Otro punto es el pesimismo que envuelve a los personajes, la decadencia y la ausencia total de esperanza. Ello explica el sobrenombre que se la ha dado como «Demon Dog of American Crime Fiction» (Perro Demoníaco de la literatura policíaca de Estados Unidos).
Ellroy forma parte de la última constelación de la novela negra norteamericana, formada por James B. Sallis, Walter Mosley, Elmore Leonard, James Crumley y Ed McBain.

## Opiniones y vida pública
En sus entrevistas, Ellroy ha adoptado una imagen subversiva y nihilista.
En declaraciones al New York Times, Ellroy se definió a sí mismo como «un maestro de la ficción. También soy el más grande novelista de genero negro que ha existido nunca. Soy para la novela negra lo que Tolstoi es para la novela rusa y lo que Beethoven es para la música».
Ellroy es un notorio admirador del Departamento de Policía de Los Ángeles (a pesar de que en sus obras aparece como un departamento lleno de brutalidad, corrupción y maquiavelismo).
De todas formas Ellroy oculta deliberadamente donde acaba su persona y donde comienza su personaje. En privado, Ellroy se opone a la pena de muerte y al control de armas (es poseedor de 30 pistolas).
Ellroy ha declarado que ya no escribe género negro. «Ahora escribo libros políticos», ha dicho. «Quiero escribir exclusivamente sobre LA (Los Angeles) durante el resto de mi carrera».

## Obras

### Novelas
Obras independientes
- Requiem por Brown (Brown's Requiem, 1981), trad. de Raúl Quintana.
- Clandestino (Clandestine, 1982), trad. de Montserrat Gurguí y Hernán Sabaté.
- El asesino de la carretera (Killer on the Road, originalmente publicada como Silent Terror, 1986), trad. de Montserrat Gurguí y Hernán Sabaté.

Trilogía de Lloyd Hopkins
1. Sangre en la luna (Blood on the Moon, 1984)
2. A causa de la noche (Because the Night, 1984)
3. La colina de los suicidas (Suicide Hill, 1985)

- L.A. Noir (compilación de las tres obras, 1998), no publicada en español.

Cuarteto de Los Ángeles
1. La Dalia Negra (The Black Dahlia, 1987)[11]
2. El gran desierto (The Big Nowhere, 1988)[12]
3. Los Angeles Confidencial (L.A. Confidential, 1990)
4. Jazz blanco (White Jazz, 1992), trad. de Hernán Sabaté.[13]

Trilogía de los bajos fondos de Estados Unidos
1. América (American Tabloid, 1995), trad. de Hernán Sabaté.
2. Seis de los grandes (The Cold Six Thousand, 2001), trad. de Montserrat Gurguí y Hernán Sabaté.[14]
3. Sangre vagabunda (Blood's a Rover, 2009), trad. de Montserrat Gurguí y Hernán Sabaté.

Segundo Cuarteto de Los Ángeles
1. Perfidia (Perfidia, 2014)
2. Esta tormenta (This Storm, 2019)

Novelas de Fred Otash
1. Pánico (Widespread Panic, 2021)[15]
2. Los seductores (The Enchanters, 2023). Publicación en enero de 2025.

### Novelas cortas
- Dick Contino's Blues (Dick Contino's Blues, n.º 46 de la revista Granta, 1994), no publicada en español.
- Noches en Hollywood (Hollywood Nocturnes, 1994), trad. de Montserrat Gurguí y Hernán Sabaté.
- Ola de crímenes (Crime Wave, 1999), trad. de Montserrat Gurguí y Hernán Sabaté.
- Destino: la morgue (Destination: Morgue!, 2004), recopilación de 10 artículos y 2 relatos, trad. de Montserrat Gurguí y Hernán Sabaté.
- Loco por Donna (2005), 3 novelas cortas, una de ellas publicada en Destino: la morgue, trad. de Montserrat Gurguí y Hernán Sabaté, compilación sólo publicada en castellano.
- Shakedown (Shakedown, 2012), no publicada en español.

### Autobiografías
- Mis rincones oscuros (My Dark Places, 1996), trad. de Montserrat Gurguí y Hernán Sabaté.
- A la caza de la mujer (The Hilliker Curse: My Pursuit of Women, 2010), trad. de Montserrat Gurguí y Hernán Sabaté.

### Editor
- Las mejores historias de misterios de América (The Best American Mystery Stories 2002, 2002)
- Los mejores textos de crímenes de América (The Best American Crime Writing 2005, 2005)
- Las mejores novelas negras americanas del siglo (The Best American Noir of the Century, 2011)

## Películas
Varias de sus obras han sido adaptadas a la gran pantalla: Blood on the Moon (con el título en España de Cop, con la ley o sin ella), L.A. Confidential, Requiem por Brown, El asesino de la carretera (titulada en inglés Stay Clean), y La dalia negra. A Ellroy no le han gustado demasiado estas adaptaciones, excepto la que hicieron Curtis Hanson y el guionista Brian Helgeland para L.A. Confidential. Sin embargo, al cabo de los años, Ellroy está cansado de que se le conozca sobre todo por la película.
Poco después de ver tres horas de metraje sin editar del trabajo de Brian De Palma para adaptar La dalia negra, Ellroy escribió un artículo titulado, "Hillikers," donde no se mostraba muy feliz. Finalmente casi una hora de metraje fue eliminada y Ellroy declaró al periódico Seattle Post-Intelligencer: "Mirad, tíos, no vais a conseguir que diga nada negativo de la película así que dejadlo ya". De todas formas Ellroy se había burlado previamente del casting, del director y del diseño de producción.
Ellroy coescribió el guion de la película de 2008 Dueños de la calle protagonizada por Keanu Reeves y Hugh Laurie, pero rechazó publicitarla.
En una entrevista de 2012 sobre lo que los productores de Hollywood habían hecho con sus novelas el autor remarcó con su habitual desparpajo: "Pueden hacer lo que les dé la gana con tal de que me paguen."
- Dueños de la calle (Street Kings), (2008), dirigida por David Ayer con guion de Ellroy
- La dalia negra (2006), dirigida por Brian De Palma
- Dark Blue (El rostro oscuro de la ley), (2003), dirigida por Ron Shelton
- Stay Clean (2002), cortometraje (11 min.) dirigido por Mitch Brian
- Brown's Requiem (1998), dirigida por Jason Freeland
- L.A. Confidential (1997), dirigida por Curtis Hanson
- Cop, con la ley o sin ella (Cop), (1987), dirigida por James B. Harris con guion de Ellroy